# Aleksandr Abramovič Krejn
Aleksandr Abramovič Krejn oppure Krein (in russo Александр Абрамович Крейн?; Nižnij Novgorod, 20 ottobre 1883 – Mosca, 2 aprile 1951) è stato un compositore e insegnante russo.

## Biografia
Il padre Abram dalla Lituania si trasferì in Russia nel 1870, ed era un violinista rappresentante della musica tradizionale Klezmer degli ebrei aschenaziti dell'Europa orientale.
Tutti i suoi sette figli ricevettero la loro prima formazione musicale da lui ed erano musicisti: Alessandro e Grigori si distinsero come compositori, David ottenne una buona reputazione come violinista. 
Già nel 1896, all'età di quattordici anni, Krejn si iscrisse al Conservatorio di Mosca, dove studiò il violoncello sotto la guida di Alfred von Glehn, oltreché composizione con Sergei Taneyev e Boleslaw Jaworski.
Le sue prime opere furono pubblicate nel 1901 da Jurgenson.
Negli anni prima della rivoluzione russa, dal 1912 al 1917 insegnò al Conservatorio di Mosca, mentre negli anni successivi assunse l'incarico di responsabile della sezione musicale del Commissariato per l'Educazione Musicale.
Negli anni venti Krejn era considerato uno dei migliori rappresentanti del movimento musicale ebraico in Russia, che comprendeva anche il fratello Grigori e suo nipote Giuliano; effettuò una intensa attività a sostegno della propaganda per la musica e l'arte ebraica.
Dopo la costituzione dell'Unione Sovietica Krejn ottenne incarichi da parte del governo riguardanti il mondo artistico.
Krejn fu anche un ottimo musicista violoncellista.
Lo stile musicale di Krejn integrò sia gli elementi laici sia quelli sacri della musica ebraica, espressi in un linguaggio musicale relativamente moderno che è stato influenzato dall'Impressionismo francese e dal suo amico Aleksandr Nikolaevič Skrjabin.
Nel 1921 compose un Kaddish per tenore, coro e orchestra. Dalla metà degli anni venti, spesso realizzò musiche per opere teatrali del Teatro ebraico di Mosca. 
Tra le sue composizioni principali annoveriamo: sinfonie, poemi sinfonici, requiem ebraico, Ode funebre per Lenin, musica strumentale da camera, lieder per una voce e pianoforte.

## Opere principali
- Prologo per viola e piano, op. 2a, (1902–1911/1927);
- Cinque preludi, per piano, op. 3, (1903–1906);
- Poème Quator, per quartetto d'archi, op. 9; (1909);
- Jewish Sketches, per clarinetto e quartetto d'archi, op. 12, (1914);
- Elegia, per violino, cello e piano, op. 16, (1913);
- 3 Canzoni del ghetto, per soprano e piano, op. 23;

1. Sei mia sorella, (1916);
2. Dove sei ?, (1917);
3. Una lacrima, (1915–1916);

- Capriccio ebraico, op. 24, (1917);
- Kaddish, sinfonia cantata per tenore, coro e orchestra, op. 33, (1921–1922);
- Sinfonia N.1, per orchestra, op. 35, (1922–1925);
- Piano Sonata, (1925);
- 2 Canti ebraici, per voce e piano, op. 39, (1926);
- Trauer-Ode, per orchestra, op. 40, (1925–1926);
- Aria, per violino e piano, op. 41, (1927);
- Ornamente, per voce e piano, op. 42, (1924/1927);
- Melodia ebraica, per cello e piano, op. 43, (1928);
- Zagmuk, opera, (1929–1930);
- Laurencia, balletto, (1939).